# Seguretat

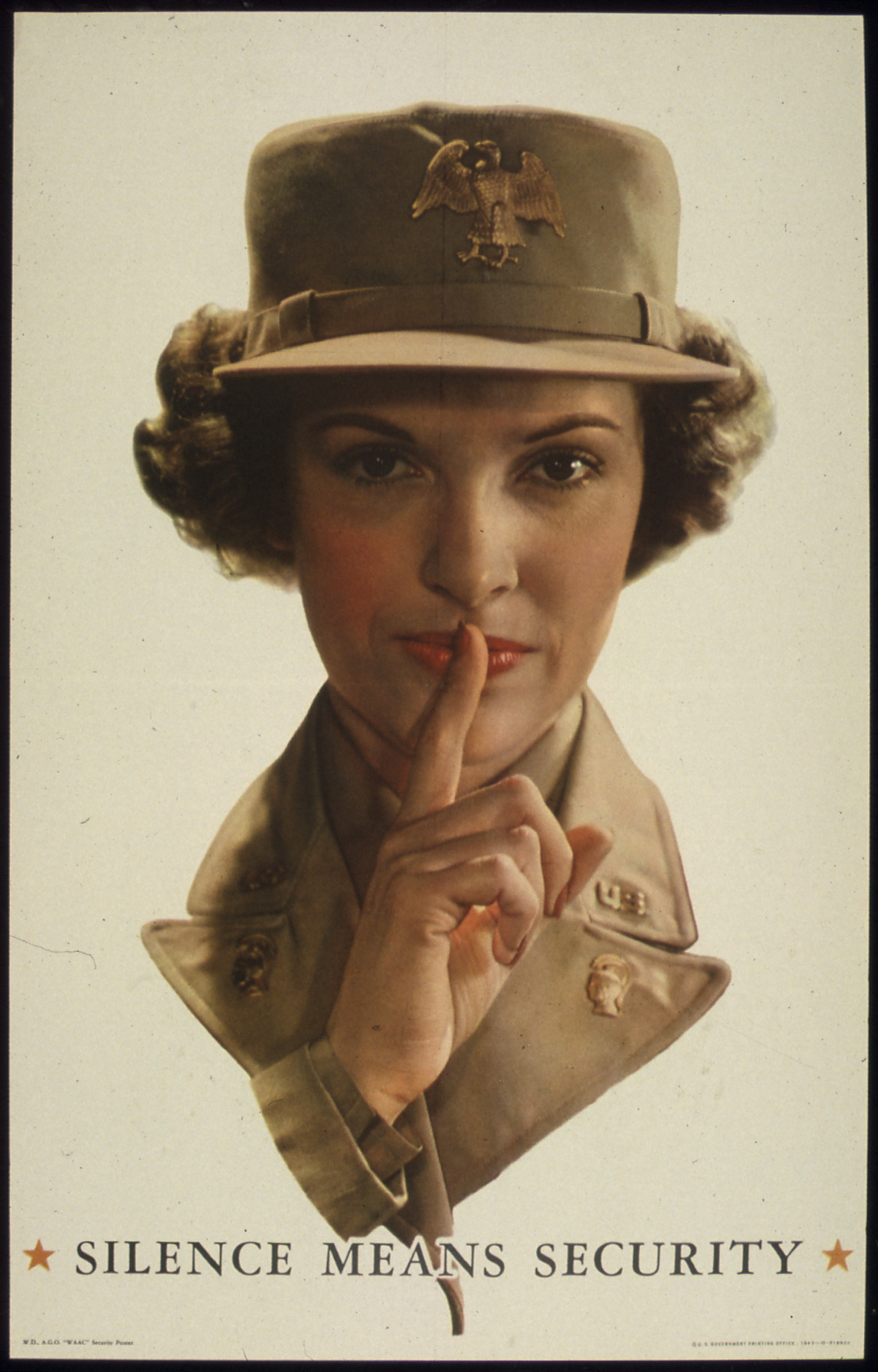
Dones Army Army Corps (1941-1945) van associar la seguretat nacional per evitar converses sobre treballs de guerra.

La seguretat és una forma de llibertat o la resiliència contra, dels danys potencials (o altres canvis coercitius no desitjats) causats per altres. Els beneficiaris (referents tècnics) de seguretat poden ser de persones i grups socials, objectes i institucions, ecosistemes o qualsevol altra entitat o fenomen vulnerable a canvis no desitjats.

Els refugiats que fugen de la guerra i la inseguretat a l'Iraq i Síria arriben a l'illa de Lesbos, amb el suport de voluntaris espanyols, el 2015

La seguretat es refereix principalment a la protecció contra forces hostils, però té una àmplia gamma d'altres sentits: per exemple, com l'absència de perjudici (per exemple, la llibertat de voluntat); així com la presència d'un bé essencial (per exemple, seguretat alimentària); com a resiliència davant danys o danys potencials (per exemple, fonaments segurs); com a secret (per exemple, una línia telefònica segura); com a contenció (per exemple, una habitació o cel·la segura); i com a estat d'ànim (per exemple, seguretat emocional). La protecció davant danys més o menys fortuits que dona estabilitat és un concepte diferent.
El terme també s'utilitza per referir-se a actes i sistemes que tinguin com a finalitat proporcionar seguretat (per exemple , forces de seguretat; guàrdia de seguretat; sistemes de ciberseguretat; càmeres de seguretat; vigilància remota).

## Etimologia
La paraula "segur" es deriva del llatí securus, que significa llibertat de l'ansietat: se (sense) + cura (cura, ansietat).

## Visió general

### Referent
Un referent de seguretat és el focus d'una política o discurs de seguretat; per exemple, un referent pot ser un beneficiari potencial (o víctima) d'una política o sistema de seguretat.
Els referents de seguretat poden ser persones o grups socials, objectes, institucions, ecosistemes o qualsevol altre fenomen vulnerable a canvis no desitjats per part de les forces del seu entorn. El referent en qüestió pot combinar molts referents, de la mateixa manera que, per exemple, un estat nació està compost per molts ciutadans.

### Context
El context de seguretat són les relacions entre un referent de seguretat i el seu entorn. Des d'aquesta perspectiva, la seguretat i la inseguretat depenen primer de si el medi és beneficiós o hostil per al referent, i també de quina capacitat és el referent de respondre al seu entorn per sobreviure i prosperar.

### Capacitats
Els mitjans amb els quals un referent proporciona seguretat (o es preveu) varien àmpliament. Inclouen, per exemple:
- Les capacitats coercitives, inclosa la capacitat de projectar energia coercitiva al medi (per exemple, portaavions, pistola de mà, armes de foc);
- Sistemes de protecció (per exemple, pany, tanca, paret, programari antivirus, sistema de defensa aèria, armadura)
- Sistemes d'alerta (per exemple, alarma, radar)
- L'acció diplomàtica i social destinada a evitar que es desenvolupi la inseguretat (per exemple, estratègies de prevenció i transformació de conflictes); i
- Política destinada a desenvolupar les condicions de seguretat econòmiques, físiques, ecològiques i d'altres condicions duradores (per exemple, reforma econòmica, protecció ecològica, desmilitarització progressiva, militarització).

### Efectes
Qualsevol acció destinada a proporcionar seguretat pot tenir múltiples efectes. Per exemple, una acció pot tenir grans avantatges, millorant la seguretat per a diversos o tots els referents de seguretat del context; alternativament, l'acció pot ser eficaç només temporalment, o bé beneficiar-se d'un referent a costa d'un altre, o ser completament ineficaç o contraproduent.

### Enfocaments disputats
Es disputen els enfocaments de seguretat i el tema de debat. Per exemple, en el debat sobre les estratègies de seguretat nacional, hi ha qui argumenta que la seguretat depèn principalment del desenvolupament de capacitats protectores i coercitives per protegir el referent de seguretat en un entorn hostil (i possiblement projectar aquest poder al seu entorn i dominar-lo fins al punt. de supremacia estratègica). Uns altres defensen que la seguretat depèn principalment de la creació de les condicions en què es poden desenvolupar relacions equitatives, en part reduint l'antagonisme entre els actors, garantint que es poden satisfer les necessitats fonamentals i també que es poden negociar efectivament les diferències d'interès.

## Contextos de seguretat (exemples)
La taula mostra alguns dels dominis principals on es preocupen les preocupacions de seguretat. 
| Entorn IT - Seguretat en les comunicacions - Seguretat informàtica - Seguretat d'Internet - Seguretat de les aplicacions - Seguretat de les dades - Seguretat digital - Seguretat de la informació - Seguretat de xarax - Seguretat d'usuari | Entorn físic - Seguretat aeroportuària - Seguretat corporativa - Seguretat alimentària - Seguretat ambiental - Seguretat de la llar - Seguretat de les infraesructures - Seguretat humana - Seguretat portuària/Seguretat logística - Bossa de seguretat - Impressió segura - Segell de seguretat | Política - Seguretat nacional - Seguretat pública - Seguretat interior - Seguretat interna - Seguretat internacional - Seguretat humana Monetària - Seguretat econòmica/Seguretat financera - Seguretat social |  |

 Els exemples següents (per ordre alfabètic) es mostren en el rang de contextos de seguretat:

### Seguretat informàtica
La seguretat informàtica, també coneguda com a ciberseguretat, fa referència a la seguretat de dispositius informàtics com ara ordinadors i telèfons intel·ligents, així com a xarxes d'ordinadors com xarxes públiques i privades i Internet. El camp té una importància creixent a causa de la confiança creixent en sistemes informàtics de la majoria de les societats. Es tracta de la protecció de maquinari, programari, dades, persones i també els procediments pels quals s'accedeix als sistemes. Els mitjans de seguretat informàtica inclouen la seguretat física dels sistemes i la seguretat de la informació que els conten.

### Seguretat corporativa
La seguretat corporativa es refereix a la resiliència de les empreses contra espionatge, robatori, danys i altres amenaces. La seguretat de les corporacions s'ha tornat més complexa a mesura que la confiança en sistemes de TI ha augmentat i la seva presència física s'ha distribuït molt més a través de diversos països, incloent-hi entorns que poden o poden esdevenir ràpidament hostils.

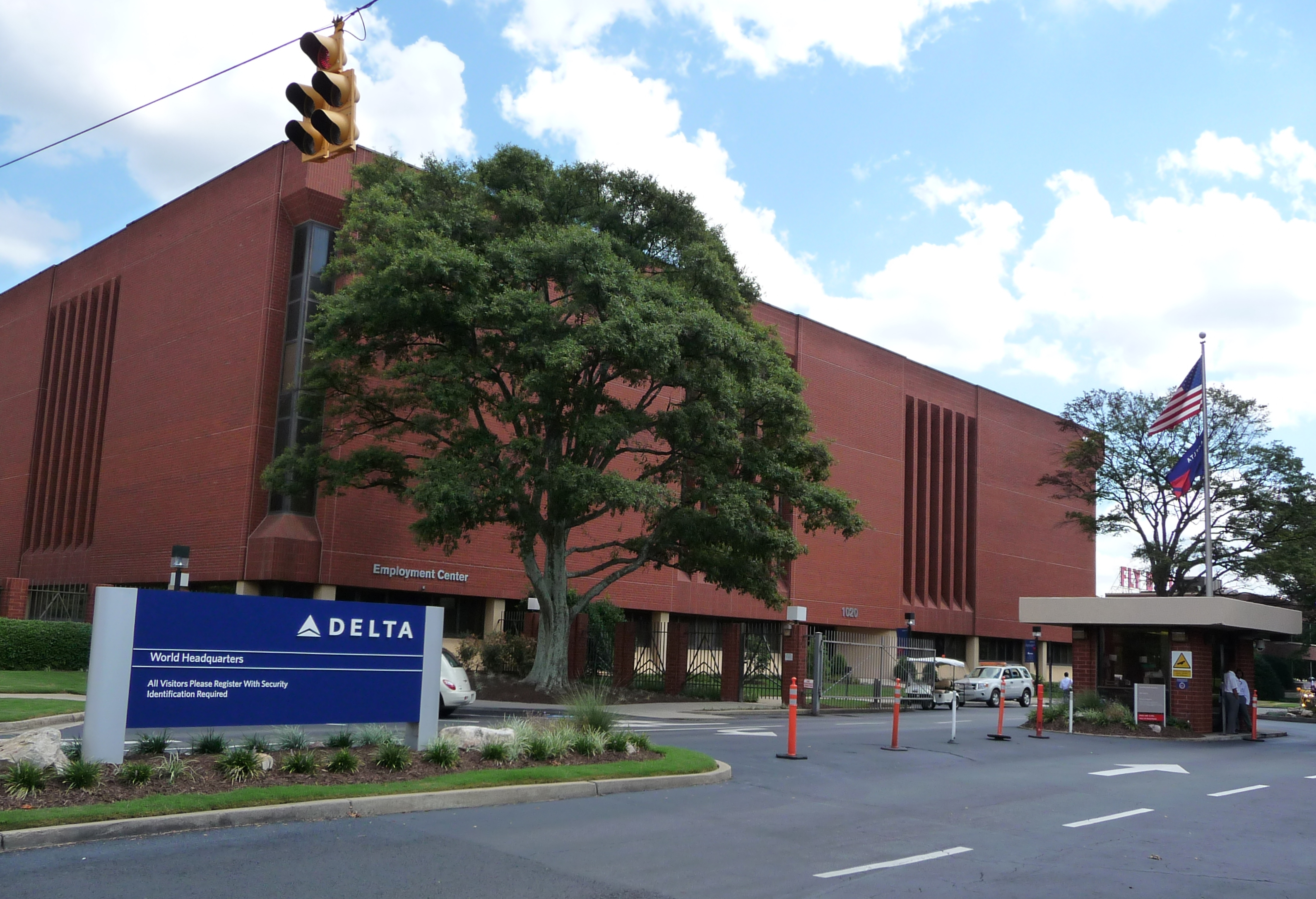
Punt de control de seguretat a l'entrada de la seu corporativa de Delta Air Lines a Atlanta

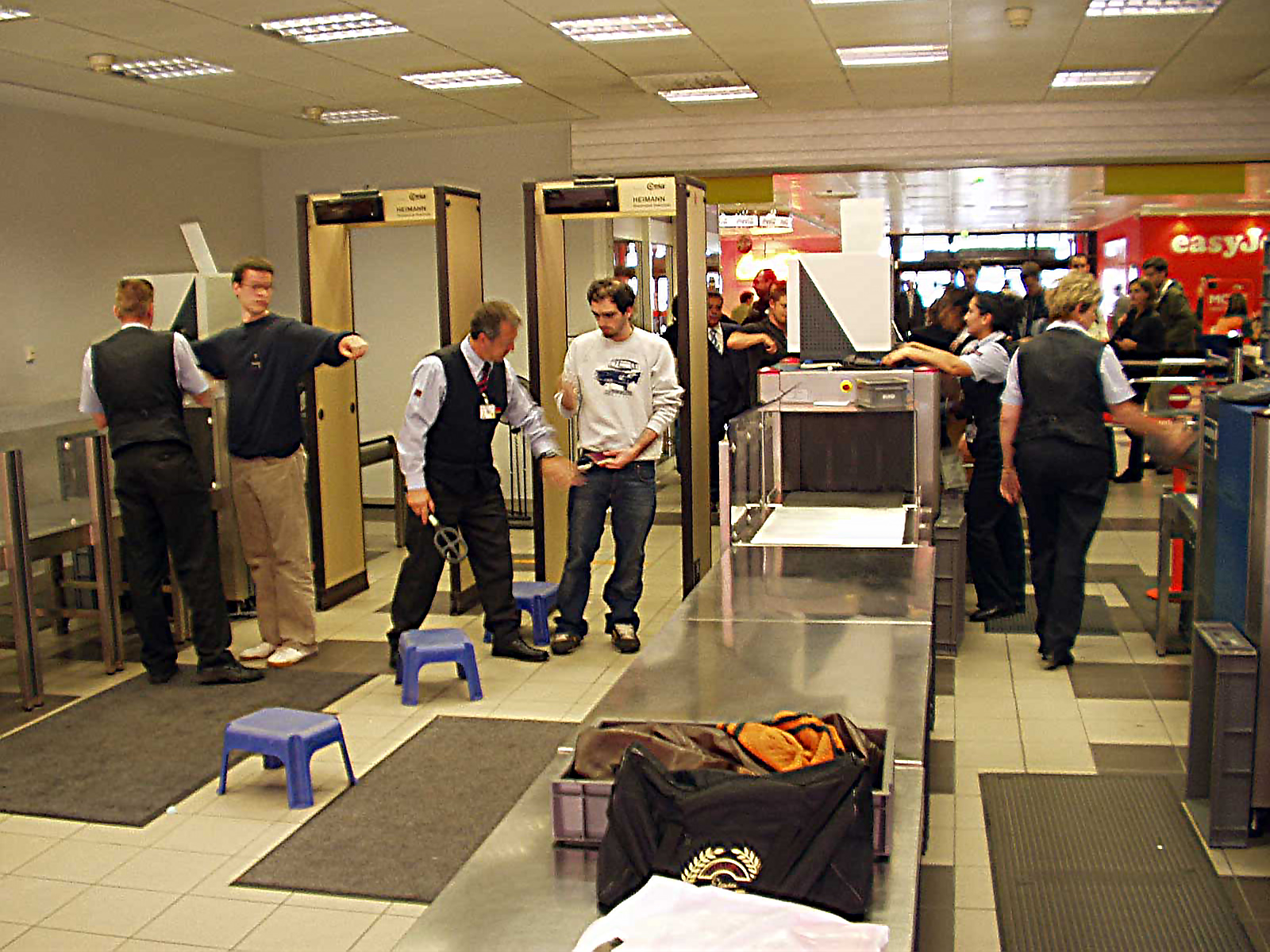
Les màquines de raigs X i els detectors de metalls s'utilitzen per controlar el que es pot passar per un perímetre de seguretat d'un aeroport.

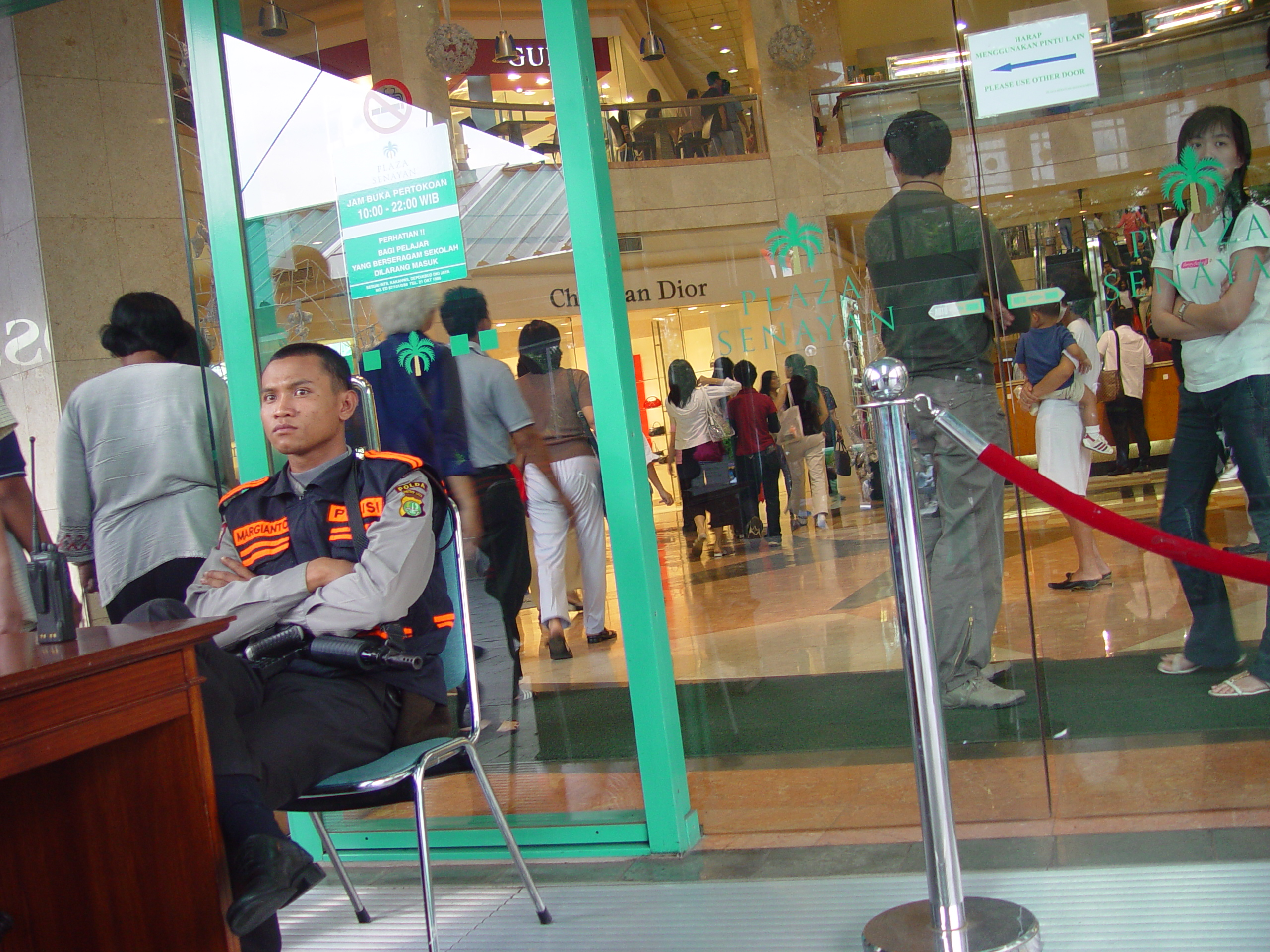
Punt de control de seguretat a l'entrada d'un centre comercial de Jakarta, Indonèsia

### Seguretat ecològica
La seguretat ecològica, també coneguda com a seguretat ambiental, fa referència a la integritat dels ecosistemes i de la biosfera, particularment amb relació a la seva capacitat per sostenir una diversitat de formes de vida (inclosa la vida humana). La seguretat dels ecosistemes ha cridat una major atenció a mesura que l'impacte dels danys ecològics per part dels humans ha crescut.

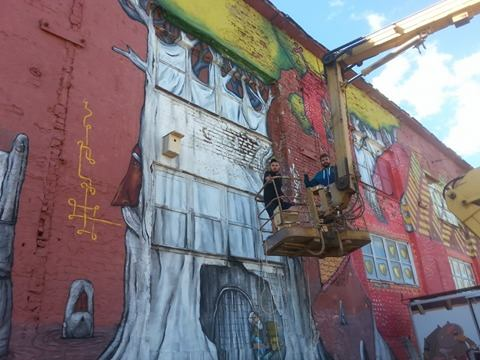
Graffiti sobre seguretat ecològica, Belarús, 2016

### Seguretat alimentària
La seguretat alimentària es refereix al subministrament preparat i l'accés d'aliments segurs i nutritius. La seguretat alimentària va guanyant importància a mesura que la població mundial ha crescut i les terres productives han disminuït a causa de l'ús excessiu i el canvi climàtic.

### Seguretat a la llar
La seguretat domèstica es refereix normalment als sistemes de seguretat utilitzats en una propietat utilitzada com a habitatge (normalment incloent portes, panys, sistemes d'alarma, il·luminació, tanca); i pràctiques de seguretat personal (com ara assegurar les portes tancades, activar les alarmes, tancar les finestres etc.) 

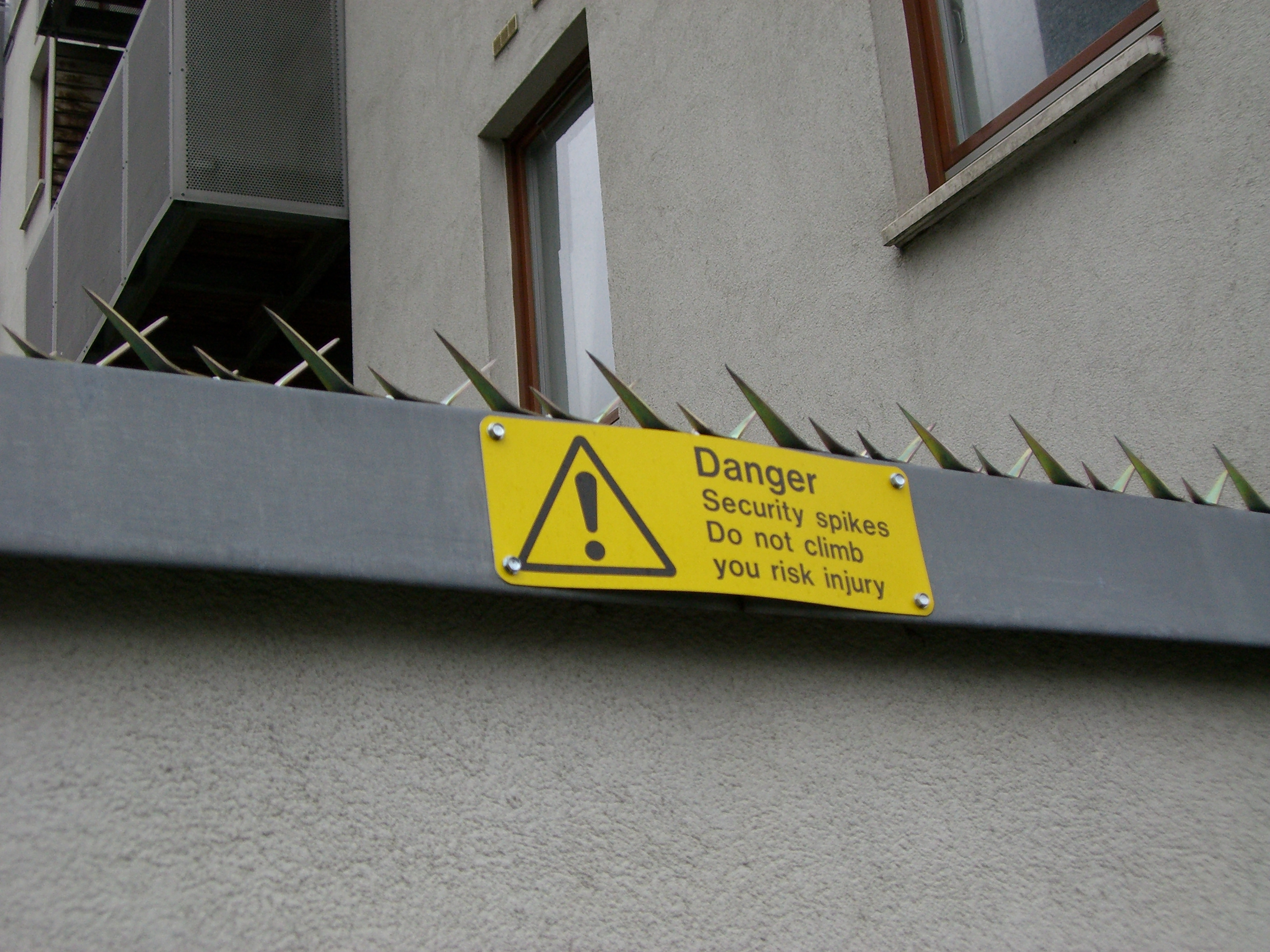
Els pics de seguretat protegeixen una comunitat tancada a l'Extrem de Londres.

### Seguretat humana

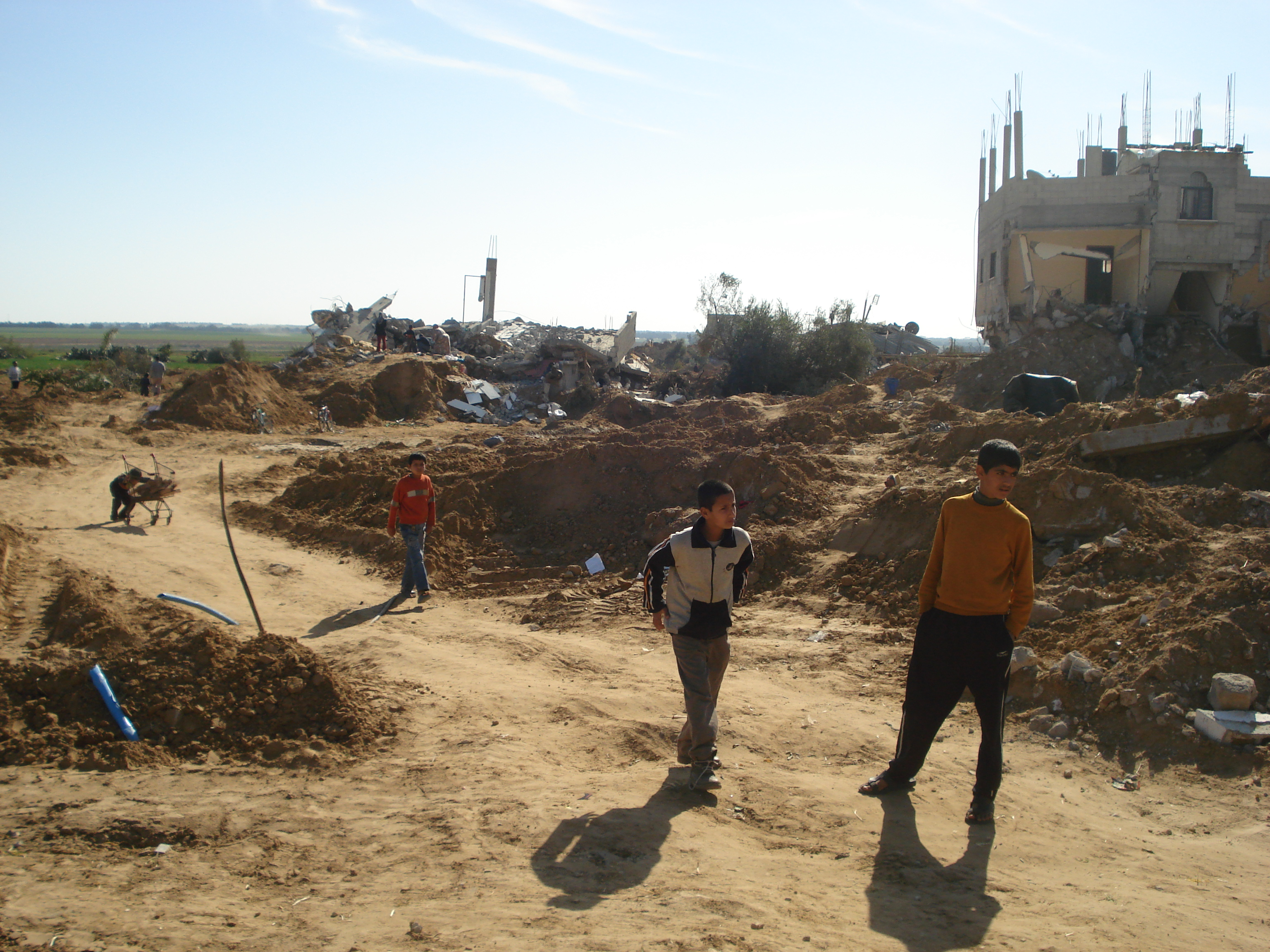
Els nois juguen entre les ruïnes bombardejades de la ciutat de Gaza, 2009

La seguretat humana és el nom d'un paradigma emergent que, en resposta a l'èmfasi tradicional del dret dels estats nació a protegir-se, s'ha centrat en la primacia de la seguretat de les persones (individus i comunitats). El concepte compta amb el suport de l'Assemblea General de les Nacions Unides, que ha destacat "el dret de les persones a viure en llibertat i dignitat " i ha reconegut "que totes les persones, en particular les persones vulnerables, tenen dret a la llibertat de por i a la llibertat de desitjos".

### Seguretat nacional
La seguretat nacional es refereix a la seguretat d'un estat nació, incloses les seves persones, economia i institucions. A la pràctica, els governs estatals es basen en una àmplia gamma de mitjans, inclosos la diplomàcia, el poder econòmic i les capacitats militars.

## Percepcions de seguretat
Com que no és possible conèixer amb precisió fins a quin punt alguna cosa és “segura” (i és inevitable una mesura de vulnerabilitat), les percepcions de seguretat varien, sovint molt. Per exemple, als Estats Units (EUA) és freqüent la por a la mort per un terratrèmol, però el fet de relliscar a terra del bany mata més gent; i a França, Regne Unit i Estats Units hi ha moltes menys morts causades pel terrorisme que dones que han estat assassinades per les seves parelles a la llar.
Un altre problema de percepció és el supòsit comú que la mera presència d'un sistema de seguretat (com les forces armades o l'programari antivirus) implica seguretat. Per exemple, dos programes de seguretat informàtica instal·lats al mateix dispositiu poden evitar que els altres funcionin correctament, mentre que l'usuari assumeix que es beneficia del doble de la protecció que només tindria un programa.
El teatre de seguretat és un terme crític per a les mesures que canvien la percepció de la seguretat sense afectar necessàriament la seguretat en si mateixa. Per exemple, els signes visuals de proteccions de seguretat, com ara un habitatge que anuncia el seu sistema d'alarma, poden dissuadir un intrús, tant si sistema funciona correctament com sinó. De la mateixa manera, l'major presència de personal militar als carrers d'una ciutat després d'un atac terrorista pot ajudar a tranquil·litzar el públic, disminueixi o no el risc de nous atacs.

### Seguretat i por
Podríem dir que estar segur és trobar-se lliure de pors i tenir cobertes les necessitats. La seguretat, per tant, està íntimament relacionada amb l'absència de por i amb el risc de veure amenaçats els valors i el nostre sistema actual de vida. Ara bé, les amenaces, com les inundacions, els desastres naturals o el terrorisme, poden ser objectives o subjectives; la por, en canvi, és sempre subjectiva.
La relació entre seguretat i por és inversa: és lògic tenir més por en situacions de menys seguretat (i més risc), i en canvi la por hauria de disminuir quan la seguretat creix i el risc baixa. Més risc implica més possibilitat d'amenaces, menys seguretat objectiva, i, probablement, més por. Menys risc comporta una reducció de la possibilitat d'amenaces, més seguretat objectiva i hauria d'implicar menys por.
Atès que la seguretat i la por (en contrast al risc) no són fàcilment mesurables, l'avaluació del risc pot ser un dels elements clau per a comprendre i avaluar objectivament el perill i el grau de seguretat objectiva. Perquè la por va lligada a la percepció que tenim del risc a morir, a tenir problemes o a ser atacats, i aquests riscs, objectius, es poden estudiar i conèixer.

## Conceptes de seguretat (exemples)
Alguns conceptes es repeteixen en diferents àmbits de seguretat:
- Control d'accés: la restricció selectiva d'accés a un lloc o un altre recurs.
- Assegurança: una expressió de confiança que una mesura de seguretat realitzarà tal com s'esperava.
- Autorització: funció d'especificar drets / privilegis d'accés als recursos relacionats amb la seguretat de la informació i seguretat informàtica en general i d'accedir en especial al control.
- Contra -mesura: un mitjà per evitar que un acte o sistema tingui el seu efecte previst.
- Defensa en profunditat: una escola de pensament que afirma que un ventall més ampli de mesures de seguretat milloraran la seguretat.
- Explotar (nom): un mitjà per aprofitar una vulnerabilitat en un sistema de seguretat (normalment un sistema de ciberseguretat).
- Gestió de la identitat: permet que les persones adequades accedeixin als recursos adequats en els moments adequats i per les raons adequades.
- Resiliència: el grau en què una persona, comunitat, nació o sistema és capaç de resistir les forces externes adverses.
- Risc: un possible esdeveniment que pot provocar danys, perjudicis o pèrdues.
- Gestió de la seguretat: identificació dels actius d'una organització (incloses persones, edificis, màquines, sistemes i actius d'informació), seguida del desenvolupament, documentació i implementació de polítiques i procediments de protecció d'aquests actius.
- Amenaça: una font potencial de danys.
- Vulnerabilitat: el grau en què es pot canviar alguna cosa (normalment de manera no desitjada) per forces externes.